# Lythrum hyssopifolia
Lythrum hyssopifolia (L., 1753) è una pianta appartenente alla famiglia delle Lythraceae, originaria di Eurasia e Nordafrica.

## Etimologia
Il nome del genere deriva dal greco lythron (sangue) per il colore dei fiori. Il nome  "Salcerella" deriva dalla somiglianza con le foglie di salice e "Issopo" dalla simile pianta officinale.

## Descrizione
Pianta annua alta dai 20 ai 50 cm; fusto eretto, glabro, a sezione quadrangolare (tetragono); foglie alterne prive di picciolo (sessili), oblunghe e ovate (oblanceolate);
Fiori (1-2) isolati, piccoli, all'ascella delle foglie superiori; calice imbutiforme con epicalice (secondo calice); corolla (5–6 mm) con petali ovali, rosei, fauce bianca.

## Distribuzione e habitat
Fiorisce da maggio a settembre in ambienti palustri sub-montani fino a 1200 m.